# Sammy Hagar
Samuel Roy "Sammy" Hagar (Salinas, Monterey megye, Kalifornia, 1947. október 13. –) amerikai énekes, gitáros, dalszerző, beceneve "The Red Rocker", magyarul "A vörös rocker".
Az 1970-es években vált ismertté a Montrose zenekarral. Később sikeres szólókarrierbe kezdett, majd csatlakozott a Van Halen zenekarhoz, ahol David Lee Roth helyét vette át 1985-ben. 1996-ban kivált a zenekarból és újból a szólókarrierjére koncentrált. 2003-tól 2005-ig újra együtt turnézott a Van Halen zenekarral. 2008-tól a Chickenfoot énekese.

## Korai évek (1967-1973)
Dél Kaliforniában némi ismertséget szerzett első zenekarával a Fabulous Castilles-al.
1967-ben a Samson&Hagar tagjaként megjelent két demófelvétele. Ezt követően több zenekarban is megfordult, mint például a Big Bang, Skinny, Dustcloud, Cotton, Jimmy, és Manhole zenekarokban.

## Montrose (1973-1975)
Első sikereit a Montrose tagjaként élhette meg. A zenekar első lemezén található "Bad Motor Scooter" c. sláger az első dal amit Sammy Hagar élete során szerzett. A bandából a második "Paper Money" c. album után vált ki. Kiválásának oka, hogy az Európai turné során nehézségei támadtak a zenekar gitárosával és egyben alapítójával Ronnie Montrose-al.

## Szólókarrier (1976-1987, 1996-2002)
Szólókarrierjének első lemeze a "Nine On A Ten Scale" 1976-ban jelent meg. Második lemezén, a "Sammy Hagar" albumon található a "Red" c. dal, mely végül Sammy imidzsét adta, azaz innen eredeztethető a "Red Rocker" azaz a "Vörös Rocker" becenév is. 1981-ben jelent meg a "Standing Hampton" c. lemez, melyen addigi, és mai napig is egyik legnagyobb sikere a "There's Only One Way To Rock" c. nóta. (A dal később a Van Halen koncerteken is rendszeresen elhangzott.) Az 1983-as "Your Love Is Driving Me Crazy" c. szám meghozta addigi legmagasabb Billboard 100-as helyezését, a maga 13. helyével. A siker tovább folytatódott 1984-ben is az "I Can't Drive 55" c. számmal, mely mai napig is az egyik legismertebb, hanem a legismertebb szerzeménye.
Az 1985-ben, a Van Halenhez való csatlakozása után megjelent "I Never Said Goodbye" is meglehetősen nagy sikernek örvendett.
1997-ben megjelent "Little White Lie" c. dal a Mainstream Rock Tracks listán 1. helyezést ért el. 1999-ben alapította meg szóló zenekarának a The Waboritas, mely igen hosszú életűnek bizonyult.
2002-ben bekövetkezett az elképzelhetetlen: Sammy Hagar David Lee Roth-al turnézott. Ez talán még képtelenebbnek tűnt a turné előtt, mint az, hogy Roth-ot visszavegyék a Van Halenbe. A turné során egyébként Michael Anthony is többször feltűnt, de mindig csak Sammy zenekarában. (Sammy és Dave ugyanis külön-külön léptek fel egymás után.) Ezen alkalmakkor nemegyszer cukkolta Sammy Michael Anthony-t például azzal, hogy megkérdezte "a tesók tudják-e, hogy itt vagy?".

## Van Halen (1985-1996, 2003-2005)
Miután David Lee Roth és a Van Halen útjai külön váltak, a zenekar meghallgatta Sammyt és gyorsan be is vették a zenekarba. A Van Halen lemezek melyeken Sammy énekelt mint multiplatina lett, valamint mind 1. helyen állt a Billboard listákon album kategóriában. Kilenc dal pedig 1. helyre került a Mainstream Rock kategóriában.
Az 1992-ben megjelenő "Right Now" c. dal videóklipje elnyerte az Év videója címet az 1992-es MTV Video Music Awards-on. A dalt tartalmazó lemez, a "For Unlawful Carnal Knowledge" pedig elnyerte a zenekar első és ezidáig egyetlen Grammy díját.
Utolsó felvétele a zenekarral a Twister c. filmhez készült betétdal, a "Humans Being".
Kiválásának körülményei vitatottak, Sammy magyarázata szerint, Balance World Tour utánra pihenő lett megbeszélve, nem pedig a film betétdal és ez nem tetszett neki, valamint az ezt követő válogatáslemezzel sem értett egyet. Szerinte "szabadságra" kellett volna menniük, hiszen Eddie és Alex valamint Sammy saját felesége is éppen terhes volt. A "szabadság" után pedig szerinte egy új lemezt kellett volna készíteni, véleménye szerint a zenekarnak nem volt szüksége egy válogatáslemezre. Végül az utolsó csepp az volt, mikor a terhes feleségével Hawain voltak, nem sokkal a szülés előtt, Eddie pedig hívta, hogy szüksége lenne rá a Californiai stúdióban. Ezt miután Sammy visszautasította ki lett rúgva. A másik oldalon ugyanakkor Eddie szerint Sammy egyszerűen csak kilépett a zenekarból.
2003-ban Sammy felhívta Alexet, minek következtében 2004-ben megjelentettek egy 2 CD-s válogatáslemezt, ami 3 új számot is tartalmazott, majd turnéra indultak. A dolgok azonban nem alakultak túl jól. Eddie ugyanis visszaesett, és újfent alkohol problémákkal küzdött. A dolog végül annyira elmérgesedett, hogy két külön géppel repültek, az egyikkel Michael Anthony és Sammy, a másikkal pedig Alex és Eddie. Sammy úgy fogalmazott életrajzi könyvében, hogy Eddie teljesen más ember lett, kifordult magából. Ezek után szertefoszlott a további együttműködés esélye.

## Sammy and The Waboritas (2005-jelenleg is)
2005-ben, miután a Van Halennel újból külön váltak visszatért a The Waboritashoz Michael Anthony-val az oldalán. A 2006-os turnéjuk során volt is egy külön blokk "A másik fél". Ez utalás arra, hogy a Van Halen másik fele, azaz a születési név szerint nem Van Halenek. Ezen blokk keretében több Van Halen számot is eljátszottak.

## Chickenfoot (2008-jelenleg is)
2008-ban Sammy megalapította a Chickenfoot nevű "sztárcsapatot". A felállás a következő: basszusgitár Michael Anthony, gitár Joe Satriani, valamint a doboknál Chad Smith. Az első lemez a Billboard Music Chart lista 4. helyén nyitott.

## Diszkográfia
Montrose
- Montrose (1973)
- Paper Money (1974)

Sammy Hagar (szóló)
- Nine On A Ten Scale (1976)
- Sammy Hagar (1977)
- Musical Chairs (1977)
- Street Machine (1979)
- Danger Zone (1980)
- Standing Hampton (1981)
- Three Lock Box (1982)
- VOA (1984)
- I Never Said Goodbye (1987)
- Marching To Mars (1997)
- Cosmic Universal Fashion (2008)
- Sammy Hagar & Friends (2013)

Hagar Schon Aaronson Shrieve
- Through The Fire (1984)

Van Halen
- 5150 (1986)
- OU812 (1988)
- For Unlawful Carnal Knowledge (1991)
- Balance (1995)

Sammy Hagar & The Waboritas
- Red Voodoo (1999)
- Ten 13 (2000)
- Not 4 Sale (2002)
- Livin' It Up! (2006)

Chickenfoot
- Chickenfoot (2009)
- Chickenfoot III (2011)

## További információ
- Hivatalos oldal
- Sammy Hagar a Facebookon
- Sammy Hagar az Internet Movie Database-ben (angolul)
- Sammy Hagar a Rotten Tomatoeson (angolul)